# ラジオ「祝福のカンパネラ」〜クランOasisへようこそ!〜
『ラジオ「祝福のカンパネラ」〜クランOasisへようこそ!〜』は、テレビアニメ『祝福のカンパネラ』に関連した内容を扱ったインターネットラジオ番組である。
タイトルの表記は細部が一定せず、『ラジオ「祝福のカンパネラ」〜クラン Oasis へようこそ!〜』『ラジオ「祝福のカンパネラ」 〜クラン Oasis へようこそ!〜』とも。ロゴでは『ラジオ ⏎ 祝福のカンパネラ ⏎ - la campanella della benedizione - ⏎ 〜クランOasisへようこそ!〜』。

## 概要
2010年7月1日 – 2010年10月7日、毎週木曜日更新（各局共通）。
ラジオネームの呼称は「カンパネーム」、番組挨拶は「パネーっす」。

## パーソナリティ
- こやまきみこ（カリーナ・ベルリッティ 役、きみきみ[4]）
- 今井麻美（チェルシー・アーコット 役、ミンゴス[4]）

## テーマ曲
オープニング（第9回を除く）
シアワセは月より高く（歌: 美郷あき、アニメ通常オープニング）
エンディング
未来回帰線（歌: 橋本みゆき、アニメ通常エンディング）
第9回 (2010年8月26日) オープニング
夢のpreparation（歌: サルサ（柚原有里）・リトス（後藤麻衣）・ゴーレム（安元洋貴）、アニメ第8話エンディング）

## コーナー
こないだのカンパネ
アニメの前回分の放送内容について感想トークするオープニングコーナー。この後に番組のタイトルコールとなる。第1回にはなく、第2回でアニメ第1話（更新6日前～前日深夜放送）を扱い、第13回でアニメ最終話（第12話）を扱って終了した。
名付けっ娘
パーソナリティに身の回りの物に名前をつけなおしてもらうコーナー。
ホントはどっちだ！？あっちかな？
物の音を聞き分けるなど、2択クイズのコーナー。
エールのお話
リスナーの何かに対する思い出を募集するコーナー。
冒険のお時間
色々なことをするが何をするかわからないスペシャルコーナー。
クランOasisインフォメーション
『祝福のカンパネラ』に関する情報コーナー。カリーナとチェルシーが進行を担当する。
お次のカンパネ
アニメの次回分の放送内容からラジオスタッフが勝手にピックアップしたキーワードについてトークするコーナー。エンディング後に行われる。第1回でアニメ第1話（更新翌日～6日後深夜放送）を扱い、第12回で最終話（第12話）を扱っていったん終了した。2011年3月30日発売のOVA発売告知のため、最終回で復活（この時はキーワードはなし）。

## ゲスト

### ゲストパーソナリティ
第9回（2010年8月26日）は、後藤麻衣（リトス・トルティア役）と安元洋貴（ゴーレム、ナーガン・メイクラフト役）がパーソナリティをつとめた。これはアニメ第8話の構成に呼応している。
この回、タイトルコールが『ラジオ「祝福のカンパネラ」〜クランOasisへようこそ!〜 リトスとゴーレムの電波ジャーーック』になった。番組テーマソングも後藤・安元・柚原有里（サルサ・トルティア役）のキャラソンでアニメ第8話のエンディングに使われた「夢のpreparation」になり、コーナー「クランOasisインフォメーション」は「トルティアカンパニーインフォメーション」になった。
2人は、第8回（2010年8月19日）最後の「お次のカンパネ」（リトスとゴーレムとして登場）から第10回（2010年9月2日）最初の「こないだのカンパネ」まで出演した。この間、通常パーソナリティのこやま・今井の登場はなし。

### ゲスト一覧
| 回     | 更新日             | ゲスト     | 配役                             |
| ------ | ------------------ | ---------- | -------------------------------- |
| 3      | 07月15日           | 美郷あき   | OP曲「シアワセは月より高く」歌手 |
| 6      | 08月05日           | 橋本みゆき | ED曲「未来回帰線」歌手           |
| 8–10   | 08月19日 –09月02日 | 後藤麻衣   | リトス・トルティア               |
| 8–10   | 08月19日 –09月02日 | 安元洋貴   | ゴーレム、ナーガン・メイクラフト |
| 10, 11 | 09月02日, 09月09日 | 岡本信彦   | レスター・メイクラフト           |
| 12, 13 | 09月16日, 09月23日 | 柚原有里   | サルサ・トルティア               |
| 14, 15 | 09月30日, 10月07日 | 門脇舞以   | ミネット                         |
| CD     | 10月06日           | 門脇舞以   | ミネット                         |
| CD     | 10月06日           | 水橋かおり | アニエス・ブーランジュ           |

## ラジオCD
2010年10月6日、ラジオCD『TVアニメ「祝福のカンパネラ」〜クランOasisへようこそ!〜*ラジオCD“caramella”』がランティスより発売された。
新録1回約51分と、配信回のダイジェスト約29分を収録。パーソナリティは配信回と同じこやまきみこと今井麻美、ゲストに門脇舞以（ミネット 役）と水橋かおり（アニエス・ブーランジュ 役）。